# 道の駅絵本の里けんぶち
道の駅絵本の里けんぶち（みちのえき えほんのさとけんぶち）は、北海道上川郡剣淵町にある国道40号の道の駅。

## 概要
剣淵町は、1989年（平成元年）に世界各国から絵本の原画を集めた国際絵本原画展を開催したのを皮切りに、絵本を集めた専門図書館「剣淵町絵本の館」を1991年（平成3年）8月に開館した。そして、訪れる利用者の投票によって選ばれる『けんぶち絵本の里大賞』を開催するなど、絵本による街づくりをしていることから道の駅の名称につけられた。
「絵本の里」の名称に相応しく施設には絵本コーナーを設置しているほか、2008年（平成20年）には北側に果樹30種類500本を植栽した広場「実のなる森」を増設している。
2007年（平成19年）に「じゃらん」の読者投票で行われた北海道内の道の駅の満足度調査総合1位に選ばれたほか、2009年（平成21年）にも「北海道じゃらん」の「道の駅」満足度ランキング総合4位となるなど、利用者の満足度が高い道の駅になっている。
国道40号の利用者が多く立ち寄るため、2010年（平成22年）から行われた高速道路の無料化の社会実験で国道の利用者が激減した際には利用者数も激減した。そのため、道の駅を運営する第三セクター「レークサイド桜岡」の2010年度決算は売上の減少により2年ぶりの赤字に転落した。
2011年（平成23年）6月に高速道路の無料化の社会実験終了後は、利用者数が回復している。
道央自動車道剣淵パーキングエリア（仮称）の新設と合わせてハイウェイオアシス化も計画中であることが報道されている。

## 道路
- 国道40号

## 施設
- 駐車場
  - 普通：42台
  - 大型：12台
  - 身障者用：2台
- トイレ （いずれも24時間利用可能）
  - 男：大 4器、小 6器
  - 女：8器
  - 身障者用：1器
- 公衆電話：1台
- 農産物直売所
- テイクアウトコーナー
- レストラン「ムーニャ」
- 食べ物と絵本のコーナー

## 休館日
- 年中無休

## 周辺
「剣淵町絵本の館」は町の中心部に位置している。
- ビバアルパカ牧場[16]
- 桜岡貯水池
  - レークサイド桜岡[17]
  - 絵本の里家族旅行村 桜岡パークゴルフ場[18]
  - 絵本の里家族旅行村 キャンプ場[19]